# Bedford (Virginie)
Pour les articles homonymes, voir Bedford.
Bedford est une municipalité (town) américaine située dans le comté de Bedford, dont elle est le siège, en Virginie. 

## Histoire
Fondée en 1839, Bedford prend le statut de ville indépendante en 1968. Le 14 septembre 2011, le conseil municipal décide de mettre fin à ce statut particulier à compter du 1er juillet 2013.

## Mémoire
Avec 19 soldats morts sur les plages du Débarquement, la ville de Bedford, en proportion de sa population, a payé le plus lourd tribut des États-Unis au D-Day. John Robert Slaughter, un jeune sergent qui y avait survécu a milité pendant des années pour qu'un mémorial soit construit à Bedford, en vain. En 1994, le président Bill Clinton se rend sur les plages normandes en compagnie de Slaughter et l'idée commence à faire son chemin. Le Congrès donne ensuite son aval mais pas de financement. Grâce à des fonds privés, le mémorial sort malgré tout de terre et est inauguré en 2001 par le président George W. Bush. Il est situé en haut d'une colline et est composé d'une arche noire de granit, symbole de la victoire, d'une esplanade de pierre évoquant les plages du Débarquement et enfin d'un bassin où émergent des statues de soldats en bronze, figurant leur chemin dans l'eau et sur le sable ; des jets d'eau bruyants imitent le bruit de mitraillettes.